# Distretto di Neunkirchen
Neunkirchen è un distretto amministrativo austriaco dello stato della Bassa Austria.

## Geografia antropica
Il distretto è suddiviso in 44 comuni, di cui 3 con status di città e 17 con diritto di mercato. I dati sulla popolazione sono relativi al 15 maggio 2001.

### Città
- Gloggnitz (5.997)
- Neunkirchen (12.020)
- Ternitz (15.160)

### Comuni mercato
- Aspang-Markt (1.885)
- Edlitz (978)
- Grafenbach-Sankt Valentin (2.324)
- Grimmenstein (1.369)
- Grünbach am Schneeberg (1.814)
- Kirchberg am Wechsel (2.475)
- Mönichkirchen (611)
- Payerbach (2.248)
- Pitten (2.379)
- Puchberg am Schneeberg (2.722)
- Reichenau an der Rax (2.867)
- Scheiblingkirchen-Thernberg (1.868)
- Schottwien (716)
- Schwarzau im Gebirge (763)
- Warth (1.575)
- Wartmannstetten (1.626)
- Wimpassing im Schwarzatale (1.867)

### Comuni
- Altendorf (309)
- Aspangberg-Sankt Peter (2.059)
- Breitenau (1.308)
- Breitenstein (371)
- Buchbach (341)
- Bürg-Vöstenhof (165)
- Enzenreith (2.001)
- Feistritz am Wechsel (1.111)
- Höflein an der Hohen Wand (807)
- Natschbach-Loipersbach (1.629)
- Otterthal (573)
- Prigglitz (514)
- Raach am Hochgebirge (300)
- Sankt Corona am Wechsel (386)
- Sankt Egyden am Steinfeld (1.828)
- Schrattenbach (369)
- Schwarzau am Steinfeld (1.843)
- Seebenstein (1.242)
- Semmering (642)
- Thomasberg (1.243)
- Trattenbach (562)
- Willendorf (847)
- Würflach (1.559)
- Zöbern (1.466)